# Pendeldienst
Dit overzicht is mogelijk incompleet; u kunt helpen door het uit te breiden.

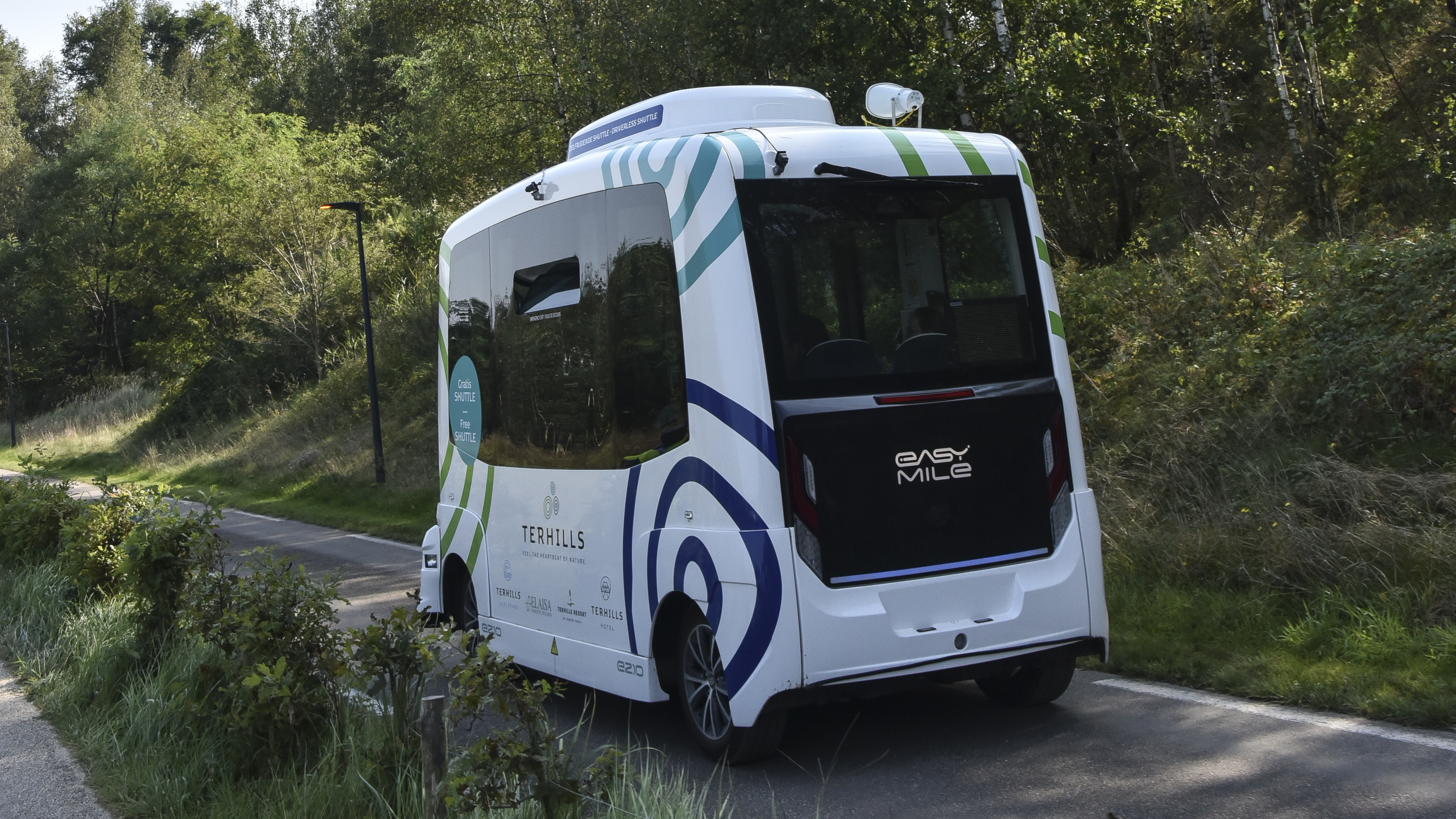
Zelfrijdende shuttle van Terhills

Een pendeldienst, ook shuttle genoemd,  is een vorm van vervoer waarmee regelmatig tussen twee bestemmingen wordt gereisd, vooral bij een relatief kleine afstand zonder tussenstops. Er worden dan personen of goederen vervoerd.
Voorbeelden zijn:
- Busdienst van een parkeerterrein (transferium) buiten de stad naar het centrum
- Bus- of treindienst van een luchthaven naar het centrum van een stad
- Busdienst van een hotel naar een vliegveld.
- Busdienst van een attractiepark naar een station
- Busdienst ter vervanging van trein- of tramverkeer bij stremmingen
- Shuttlevluchten van Amerika naar het ISS
- Bus- of treindiensten tussen stations en evenementen of sportwedstrijden